# Olympische Sommerspiele 1900/Motorradsport
Die in der französischen Hauptstadt Paris im Rahmen der Weltausstellung (Exposition Universelle et Internationale de Paris) ausgetragenen Internationalen Wettbewerbe für Leibesübungen und Sport (Concours Internationaux d’Exercices Physiques et de Sports) umfassten auch 2 Wettfahrten für Motocyclettes, die jedoch kein durch das Internationale Olympische Komitees (IOC) anerkannter offizieller Bestandteil der Olympischen Sommerspiele 1900 (Spiele der II. Olympiade) waren.
Unter dem Begriff Motocyclette wurden zur damaligen Zeit sowohl einspurige, zweirädrige Fahrzeuge – Motorräder – als auch mehrspurige, dreirädrige Tricycles und vierrädrige Quadricycles zusammengefasst.

## Zuverlässigkeitswettbewerb
Der Zuverlässigkeitswettbewerb für Motorräder fand vom 18. bis 23. Juni – mit Ausnahme des 21. Juni – auf einer Strecke am Lac Daumesnil bei Vincennes statt. Die Maschinen mussten pro Tag 70 Runden mit einer Gesamtdistanz von 160 km absolvieren: 30 Runden am Vormittag und 40 am Nachmittag, was insgesamt 800 km Renndistanz bedeutet. Es waren 13 Maschinen genannt, von denen alle antraten und sieben in die Wertung kamen. Die Wertung „erfolgte auf Grund der regelmäßigen Fahrt, des regulären Motorganges und des Benzinverbrauches.“
Den ersten Preis und eine goldene Medaille erhielten eine Werner-Motocyclette sowie drei Tricycles und Quadricycles von Rochet-Petit. Den zweiten Preis in Verbindung mit einer vergoldeten Medaille erhielt ein Tricycle von Créanche. Außerdem erhielten ein Tricycle L’Energie und ein Tricycle von Luc silberne Medaillen.

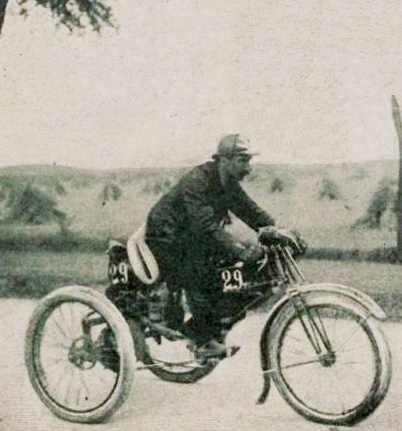
Der Sieger Georges Teste auf seinem De-Dion-Bouton-Tricycle während des Rennens

| Platz | Nr. | Land | Typ          | Chassis      | Motor     | Bohrung (mm) | Hub (mm) | Gewicht (kg) | Benzin- verbrauch (l) | Gesamt- fahrzeit (h) | Durchschnitts- geschwindigkeit (km/h) |
| ----- | --- | ---- | ------------ | ------------ | --------- | ------------ | -------- | ------------ | --------------------- | -------------------- | ------------------------------------- |
| 1     | 1   | FRA  | Tricycle     | Rochet-Petit | De Dion   | 74           | 76       | 120          | 20,6                  | 20:50:30             | 38,4                                  |
| 1     | 2   | FRA  | Tricycle     | Rochet-Petit | Aster     | 71           | 80       | 130          | 20,89                 | 20:12:55             | 39,6                                  |
| 1     | 3   | FRA  | Quadricycle  | Rochet-Petit | Aster     | 75           | 80       | 180          | 29,76                 | 23:43:04             | 33,6                                  |
| 1     | 11  | FRA  | Motocyclette | Werner       | Werner    | 62           | 72       | 40           | 23,87                 | 19:50:00             | 40,3                                  |
| 2     | 4   | FRA  | Tricycle     | Créanche     | De Dion   | 74           | 75       | 130          | 24,23                 | 20:16:14             | 39,5                                  |
| 3     | 7   | FRA  | Quadricycle  | Renaux       | L’Energie | 90           | 90       | 218          | 31,77                 | 19:16:15             | 41,6                                  |
| 3     | 8   | FRA  | Tricycle     | Luc          | Luc       | 76           | 90       | 136          | 37,36                 | 18:28:58             | 43,2                                  |

## Paris–Toulouse–Paris
Höhepunkt der Automobil- und Motorradwettbewerbe war das Rennen Paris–Toulouse–Paris, das am 25. Juli 1900 um 3:07 Uhr in Montgeron gestartet wurde und für Automobile, Voiturettes und Motorräder ausgeschrieben war. Die Teilnehmer gingen im Abstand von zwei Minuten auf die Strecke, deren Entfernung unterschiedlich mit 1.347 bis 1.443 km angegeben wird. Das Rennen wurde in drei Etappen an drei Tagen ausgetragen: Paris–Toulouse, Toulouse–Limoges und Limoges–Paris. Es gingen 55 Fahrzeuge mit 78 Teilnehmern an den Start, 21 kamen ins Ziel (9 Autos, 9 Motorräder und 3 Voiturettes) und 18 davon wurden gezeitet.
Sieger wurde Georges Teste auf einem De Dion-Bouton-Tricycle mit fast dreieinhalb Stunden Vorsprung auf Victor Collignon (De Dion-Bouton). Teste erhielt ein Preisgeld von 2.000 Francs und eine Goldmedaille für seinen Sieg. Während des Rennens hatten zeitweise Temperaturen von bis zu 40 °C geherrscht.
| Platz | Land | Fahrer           | Maschine       | Zeit (h) |
| ----- | ---- | ---------------- | -------------- | -------- |
| 1     | FRA  | Georges Teste    | De Dion-Bouton | 23:54:01 |
| 2     | FRA  | Victor Collignon | De Dion-Bouton | 27:28:32 |
| 3     | FRA  | Pierre Bardin    | De Dion-Bouton | 28:00:26 |
| 4     | FRA  | Louis Gasté      | Soncin         | 30:32:30 |
| 5     | FRA  | Gleizes          | De Dion-Bouton | 36:19:14 |
| 6     | FRA  | Henri Fournier   | De Dion-Bouton | 42:59:19 |
| 7     | FRA  | Georges Durand   | Soncin         | 70:31:40 |
| 8     | FRA  | Vial             | De Dion-Bouton | –        |
| 9     | FRA  | Léon Demeester   | Aster          | –        |
| DNF   | FRA  | Georges Osmont   | Aster          | –        |
| DNF   | FRA  | Henri Tart       | De Dion-Bouton | –        |
| DNF   | FRA  | Bonnard          | Werner         | –        |
| DNF   | FRA  | Levasseur        | De Dion-Bouton | –        |
| DNF   | FRA  | Joyeux           | Soncin         | –        |
| DNF   | FRA  | Laurens          | Soncin         | –        |
| DNF   | FRA  | J. Marcellin     | Buchet         | –        |
| DNF   | FRA  | Henri Béconnais  | Soncin         | –        |
| DNF   | FRA  | Eugène Villemain | Soncin         | –        |
| DNF   | FRA  | Perrault         | De Dion-Bouton | –        |
| DNF   | FRA  | Battaillie       | Aster          | –        |
| DNF   | FRA  | De Lisle         | Soncin         | –        |
| DNF   | FRA  | Gustave Clément  | Ardent         | –        |
| DNF   | FRA  | Caille           | Battaillie     | –        |